# Каадан, Надин
Надин Каадан (род. 1985, Париж) — сирийская писательница и иллюстратор детских книг, живущая в Лондоне.
Она опубликовала 15 книг.
Надин — член Международного совета по книгам для молодежи. Её иллюстрации экспонировались на выставке BIB (Биеннале иллюстрации в Братиславе 2011).
В 2021 году Музей истории поручил Надин написать сценарий шествия «Амаль встречает Алису» в Оксфорде.

## Ранняя жизнь и образование
Надин родилась в Сирии. Она окончила факультет изящных искусств в Дамаске и получила две степени магистра: одну в области иллюстрации в Кингстонском университете, а другую в области искусства и политики в Голдсмит-колледже Лондонского университета.

## Награды
- Каадан была в списке 100 женщин Би-би-си, объявленном 23 ноября 2020 года[7].
- «Лейла, ответь мне» (2011) — лауреат премии Анны Линд (лучшая художественная книга для детей с особыми потребностями)[8].
- «Завтра» (2019) — номинация на медаль Кейт Гринуэй.
- «Завтра» (2019) — номинация на премию The Little Rebels Children’s Book Awards.